# Nycterimorpha septempunctata
Nycterimorpha septempunctata är en tvåvingeart som först beskrevs av Lyneborg 1967.  Nycterimorpha septempunctata ingår i släktet Nycterimorpha och familjen Nemestrinidae. Inga underarter finns listade i Catalogue of Life.